# Сельское поселение Красносельское (Самарская область)
Сельское поселение Красносельское — муниципальное образование в Сергиевском районе Самарской области.
Административный центр — село Красносельское.

## Административное устройство
В состав сельского поселения Красносельское входят:
- село Красносельское,
- село Королёвка,
- село Мамыково,
- посёлок Малые Ключи,
- посёлок Ровный.